# Anne Ferguson
Anne Ferguson (* 26. Juli 1941 in Glasgow, England; † 21. Dezember 1998 in Edinburgh, England) war eine schottische Medizinerin und Hochschullehrerin. Sie war eine Expertin für chronisch-entzündliche Darmerkrankungen und galt als eine der angesehensten Gastroenterologinnen Großbritanniens.

## Leben und Werk
Ferguson war die Tochter von John und Monica Glen. Sie besuchte die Notre Dame High School und studierte an der University of Glasgow. Sie schloss ihr Studium mit einem First Class Honours Degree in Physiologie ab, dann mit einem MB, ChB mit Auszeichnung und gewann die Brunton Medal als herausragendste Absolventin der Medizin an der Universität.
1969 wurde sie Dozentin an der damals neu gegründeten Abteilung für Bakteriologie und Immunologie des Western Infirmary und promovierte 1973 bei Delphine Parrott mit einer Dissertation über die Rolle intraepithelialer Lymphozyten bei Darmimmunität.
1971 wurde sie Alexander-Fletcher-Dozentin am Royal College of Physicians and Surgeons of Glasgow. Sie wurde 1975 zur leitenden Dozentin und ehrenamtlichen beratenden Ärztin in der Magen-Darm-Abteilung der University of Edinburgh am Western General Hospital ernannt. 1987 richtete die Universität Edinburgh für sie einen eigenen Lehrstuhl für Gastroenterologie ein, die erste Professur in diesem Fachgebiet in Schottland. Von 1991 bis 1994 leitete sie die medizinische Abteilung der Western General University.

## Forschung
In ihren frühen Arbeiten in Glasgow wies sie nach, dass Immunreaktionen im Darm schwere Darmerkrankungen und Malabsorption hervorrufen können, und ihre späteren Forschungen konzentrierten sich darauf, wie diese unerwünschten Reaktionen verhindert werden können.
Sie klärte die zentrale Rolle aktivierter T-Lymphozyten bei der Vermittlung von Darmschäden auf und führte so zu einem Verständnis der grundlegenden Pathogenese der Zöliakie. Sie initiierte auch Forschungen zur oralen Toleranz und veröffentlichte mehrere wegweisende Arbeiten. Diese Arbeiten zeigte die Natur humoraler und zellvermittelter Immunantworten auf gefütterte Proteinantigene bei Mäusen. Ihre Arbeit legte den Grundstein für die Hypothese, dass Allergien gegen Nahrungsantigene und nahrungsmittelempfindliche Enteropathien auf Störungen der oralen Toleranzmechanismen zurückzuführen sein könnten.
Sie baute ein großes Forschungsteam in der Schleimhautimmunologie auf. Sie wandte sich von der Tierforschung ab und konzentrierte sich auf die Entwicklung von Techniken zur Untersuchung der Schleimhautimmunologie und Entzündung bei Menschen. Zu ihren zahlreichen wissenschaftlichen Errungenschaften zählt, dass sie Mitte der 1970er Jahre als Erste die These aufstellte, dass Zöliakie auf einer Reaktion der Lamina-propria-T-Zellen auf Gluten beruht. 1975 veröffentlichte sie The Lancet einen Artikel, in dem sie zeigte, dass Biopsien von Zöliakiepatienten, aber nicht von Kontrollpersonen, einen hemmenden Faktor für die Makrophagenmigration erzeugten, wenn sie in Organkulturen mit Gliadin behandelt wurden.
Sie veröffentlichte über 300 wissenschaftliche Arbeiten in Fachzeitschriften und schrieb drei Bücher.

## Mitgliedschaften
Sie war Beraterin des International Centre for Diarrheal Disease Research in Bangladesch. Sie war Mitglied des Scottish Biomedical Research Committee, des Verwaltungsrats des Rowett Research Institute, des MAFF Food Sensitivity Advisory Board, des UK Committee on the Safety of Medicines, des koordinierenden MRC-Komitees für Gentherapie und des Komitees für spongiforme Enzephalopathie. Sie war von 1996 bis 1998 Präsidentin der International Society of Mucosal Immunology, die erste Präsidentin der Gesellschaft, die aus dem Vereinigten Königreich kam und einen klinischen Hintergrund hatte. Ihre klinischen Beiträge wurden durch ihre Wahl in die Stipendien aller drei britischen Royal Colleges of Physicians gewürdigt.
Während ihrer Studienzeit war sie Mitglied der schottischen Frauen-Basketballmannschaft.
Sie heiratete 1966 John Ferguson und nach dessen Tod heiratete sie 1995 den emeritierten Professor für medizinische Mikrobiologie an der Universität Edinburgh, Gerald Collee.
Sie starb 1998 im Alter von 57 Jahren an einem Pankreaskarzinom.

## Auszeichnungen
- Brunton-Medaille
- 1979: Sir Francis Avery Jones-Forschungsmedaille der British Society of Gastroenterology
- 1990: Fellow der Royal Society of Edinburgh
- Fellow of the Royal College of Physicians and Surgeons of Glasgow
- Fellow of the Royal College of Physicians of Edinburgh
- Fellow of the Royal College of Pathologists
- Fellow of the Royal College of Physicians of London
- Das Anne-Ferguson-Gebäude im Western General Hospital in Edinburgh wurde nach ihr benannt[4]

## Veröffentlichungen (Auswahl)
- mit Roddy McSween: Immunological Aspects of the Liver and Gastrointestinal Tract. Springer, 1976, ISBN 978-0852001288.